# Avenue Michelet (La Courneuve)
Pour les articles homonymes, voir Avenue Michelet.
L'avenue Michelet à La Courneuve (France), est une voie de communication de cette ville.

## Situation et accès

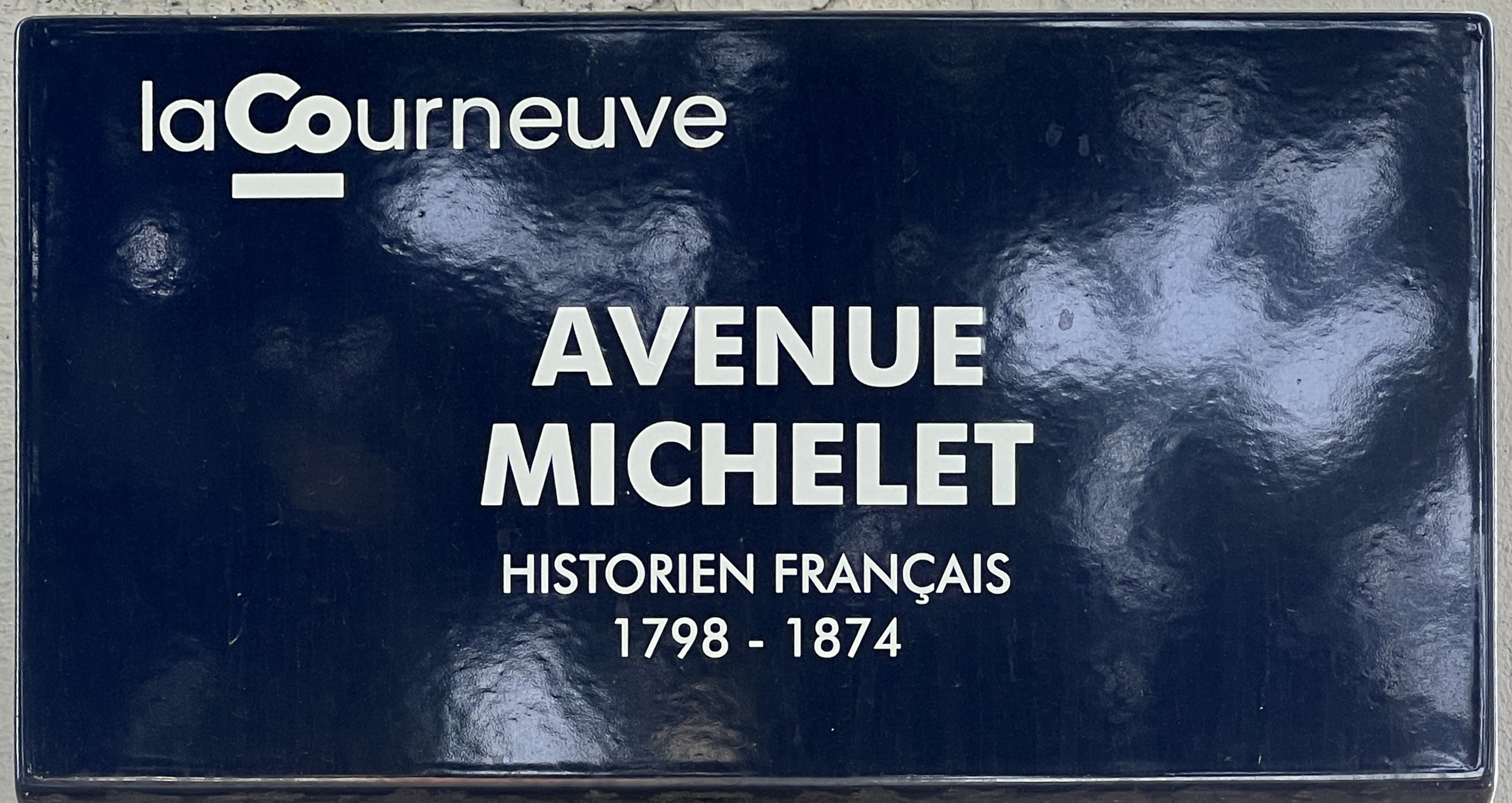
Plaque de l'avenue.

Cette rue rencontre la rue de l'Union et l'avenue Gabriel-Péri.
Elle sera desservie par la future station de métro La Courneuve - Six Routes, située place de l'Armistice.

## Origine du nom
Elle porte le nom de l'historien et écrivain français Jules Michelet (1798-1874).

## Bâtiments remarquables et lieux de mémoire
- Lycée professionnel Denis Papin [2],[3].

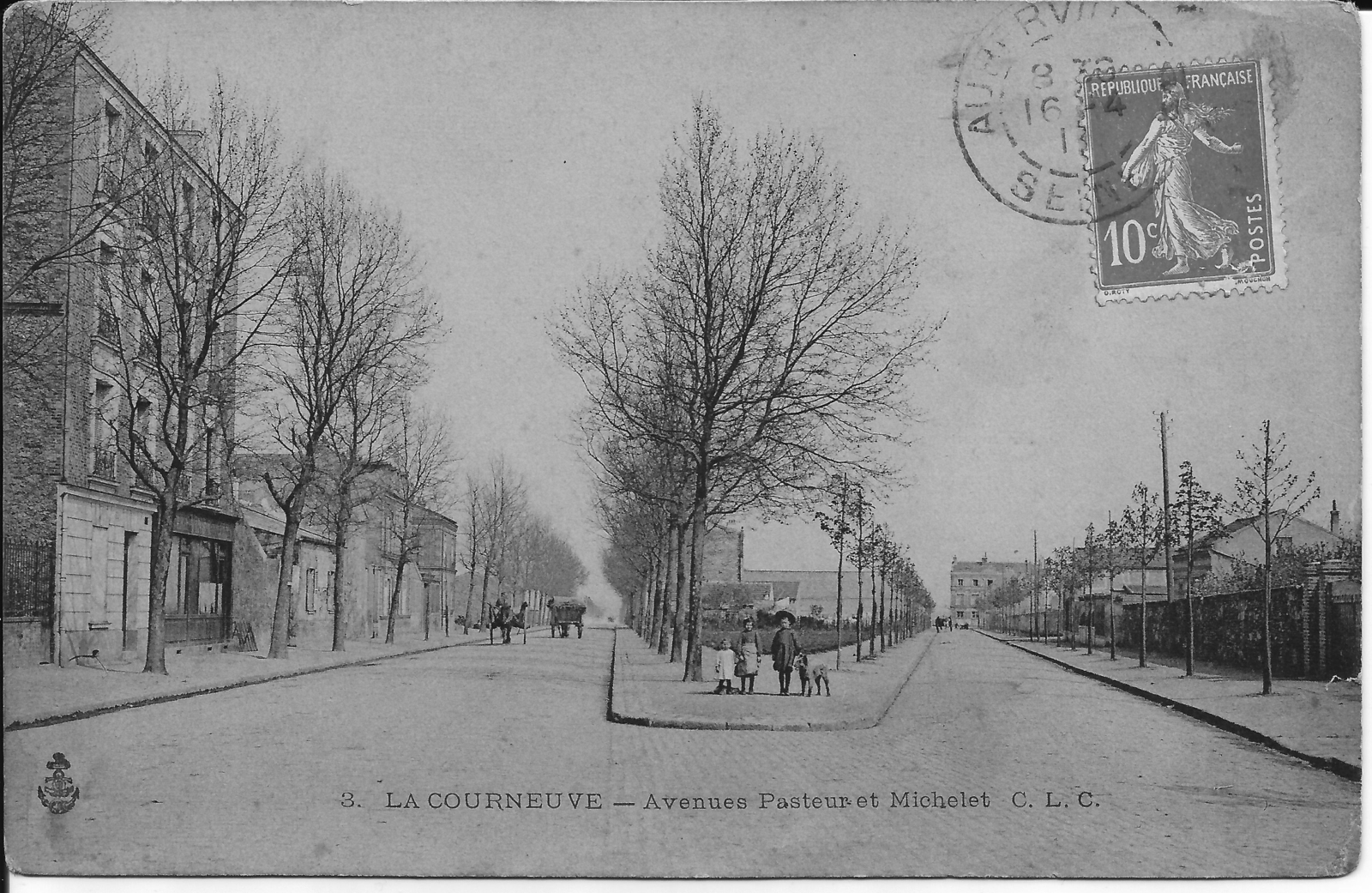
L'avenue à l'angle de l'avenue Pasteur.
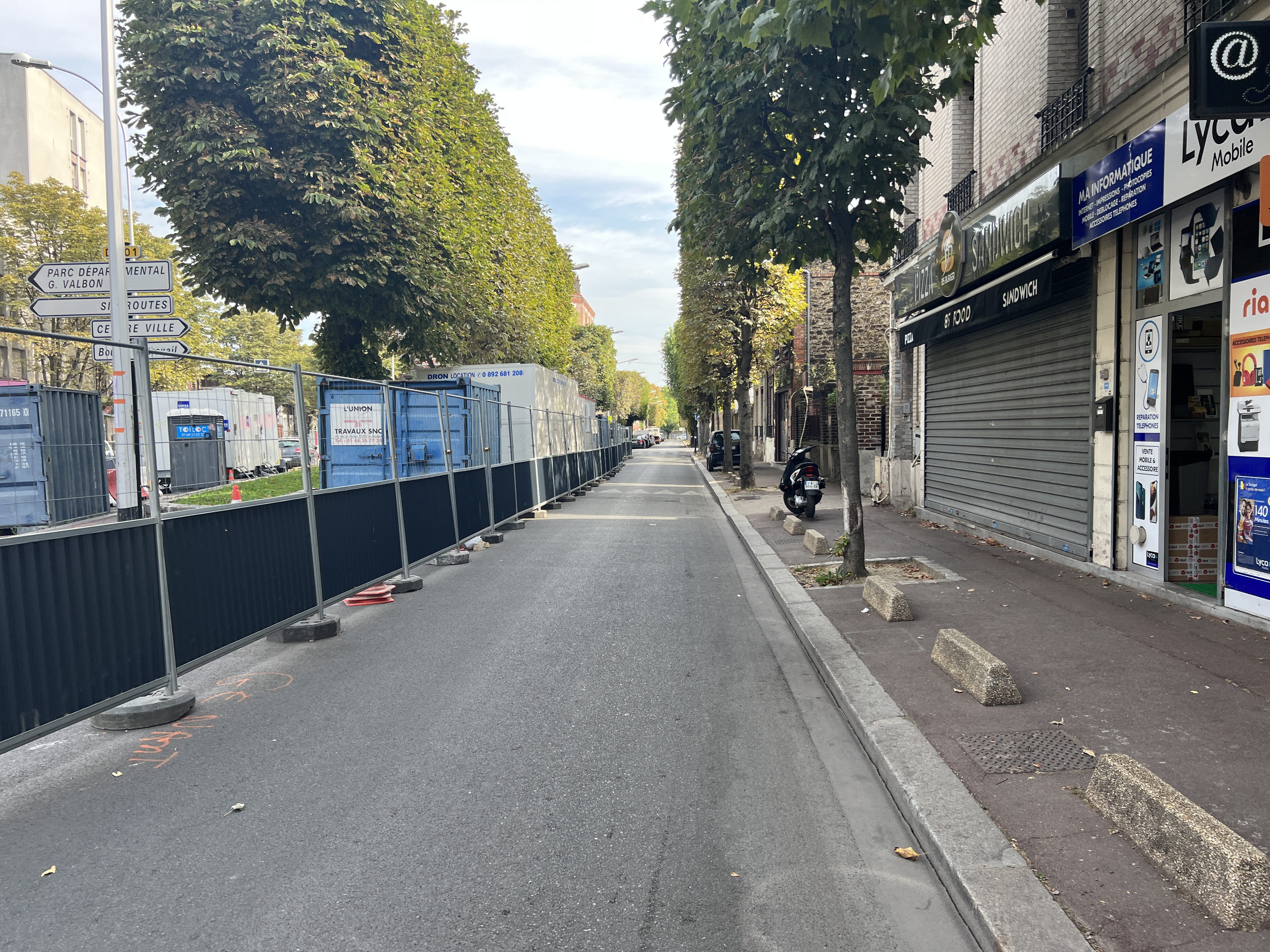
L'avenue en juillet 2022.